# Салливан, Эд
Э́двард Ви́нсент (Эд) Са́лливан (англ. Edward Vincent "Ed" Sullivan; 28 сентября 1901, Нью-Йорк, США — 13 октября 1974, там же) — американский журналист и телеведущий, наиболее известный благодаря «Шоу Эда Салливана» — передаче, в которой Эд открывал музыкальные таланты. Шоу транслировалось с 1948 по 1971 год, став одним из самых долгоживущих проектов американского телевидения.
В 1996 году Салливан занял 50-е место в рейтинге «50 величайших звёзд телевидения всех времён» по версии американского еженедельника TV Guide.

## Детство и юность
Эд Салливан родился 28 сентября 1901 года в Гарлеме (Нью-Йорк), в семье таможенных работников Элизабет Ф. Смит и Питера Артура Салливана, оба были выходцами из Ирландии. У Эда был брат-близнец Дэниел, который скончался в совсем раннем возрасте, после чего семья решила переехать в Порт-Честер (округ Уэстчестер, штат Нью-Йорк). Там юный Салливан посещал католическую школу Св. Марии, затем среднюю школу Порт-Честера. За время учёбы успел добиться высоких показателей в юношеском спорте и в дальнейшем увлёкся боксом. В 1917 году приехал в Чикаго, чтобы завербоваться во флот, однако получил отказ из-за своего возраста. После окончания школы стал пробовать себя в журналистике и работать в таблоиде New York Graphic в качестве газетного спортивного обозревателя. Позднее Салливан стал писать о культурной жизни Нью-Йорка и вести собственную колонку под названием «Little Old New York» в газете The New York Daily News, а также делать передачи на радио. Постепенно, благодаря своей растущей популярности, он начал конкурировать с одним из самых востребованных журналистов и обозревателей того времени — Уолтером Уинчеллом.
Всё сильнее интересуясь развлекательным телевидением и кинематографом, в 1933 году Салливан принял участие в создании комедийного фильма «Мистер Бродвей». Несмотря на то, что телевидение стало занимать большую часть его времени, он на протяжении всей своей карьеры продолжал писать в The News.

## Работа на телевидении
В 1948 году американская телерадиосеть CBS пригласила Салливана в качестве ведущего для воскресного шоу Toast of the Town, которое впоследствии переросло в «Шоу Эда Салливана». Впервые передача транслировалась в июне 1948 года из студии CBS Studio 50 по адресу: Нью-Йорк, Бродвей, 1697. В 1967 году здание переименовали в «Театр Эда Салливана». В настоящее время там записывается передача Дэвида Леттермана Late Show with David Letterman.
Первые оценки телевизионных критиков оказались неутешительными. Салливан не обладал выдающимися способностями эстрадника или конферансье, а в 1967 году, через 20 лет после дебютной передачи, в журнале Time в одной из статей был задан вопрос: в чём именно талант Салливана, если он так популярен? Его манерность перед камерой была настолько непривычной для зрителей, что некоторые всерьёз считали, что он болен параличом Белла. В 1955 году Time так охарактеризовал Салливана:
Он словно индеец около магазина сигар, гигант из Кардиффа, истукан с каменным лицом, будто только что прибывший с Острова Пасхи. Он двигается как лунатик, он улыбается так, как будто съел лимон, и он с большим трудом строит предложения.
Но, несмотря на обилие критики, в изданиях отмечалось, что «вместо того, чтобы пугать детей, он, тем не менее, развлекает всю семью». Эд Салливан представал перед публикой как самый обычный человек, который через телевещание открывает таким же простым людям великие таланты. Актёр, комик и частый гость шоу Алан Кинг так говорил о Салливане:
Эд ничего особенного не делает, и это удаётся ему лучше всех на телевидении.
Салливан обладал пониманием того, что именно хочет увидеть публика на телеэкранах и как сохранить баланс в своём телешоу. В одной передаче он совмещал варьете (которое могло включать акробатов, жонглёров, художников и иллюзионистов), выступления популярных комиков и атлетов, вокальные номера, находилось время и для юных телезрителей — одним из символов передачи стал итальянский мышонок-марионетка Topo Gigio. Помимо этого, шоу не ограничивалось американскими артистами — на передачу к Салливану приезжали талантливые люди со всего мира.
Эд Салливан всегда адекватно воспринимал себя и свой стиль ведения программы, он обладал здоровым чувством юмора и поэтому никогда не запрещал, но даже поощрял пародии на собственную персону. Среди его пародистов были Джон Байнер, Фрэнк Горшин, Рич Литтл и, в особенности, Уилл Джордан. Последний также исполнял роль Салливана в фильмах «Я хочу держать тебя за руку», «Дорз», «Мистер субботний вечер», «К чёрту любовь!», а также в телефильме «Элвис» 1979 года.
В 1963 году Эд Салливан сыграл самого себя в фильме «Пока, пташка».

## Первооткрыватель талантов
В 1950-х годах Салливан зарекомендовал себя как первооткрыватель талантов. Он стремился привлечь к себе на передачу как можно больше перспективных артистов, музыкантов и актёров, таким образом давая им путёвку в шоу-бизнес.
Когда Элвис Пресли в начале своей карьеры добился определённой популярности, Салливан заявил, что никогда не пригласит того в своё шоу из-за его имиджа «плохого парня». Однако позднее, когда Пресли уже стал настолько известным и любимым публикой, что его выступления нельзя было игнорировать, Эд Салливан согласился с тем, что он должен принять участие в передаче. Более того, Салливан не мог не заметить, что во время трансляции шоу The Steve Allen Show с участием Пресли публики перед экранами телевизоров собралось в два раза больше, чем обычно. В итоге, после переговоров с менеджером Пресли, руководство шоу Эда Салливана обязалось заплатить музыканту 50 тысяч долларов за участие в трёх передачах. Первый эфир с Пресли был назначен на 9 сентября 1956 года, но сам Салливан не смог присутствовать на записи, так как попал в автомобильную аварию. Вместо него тогда передачу вёл Чарльз Лоутон. После этого, уже успев лично познакомиться с Пресли, Салливан заявил в своей передаче, что Элвис «очень порядочный и хороший парень».

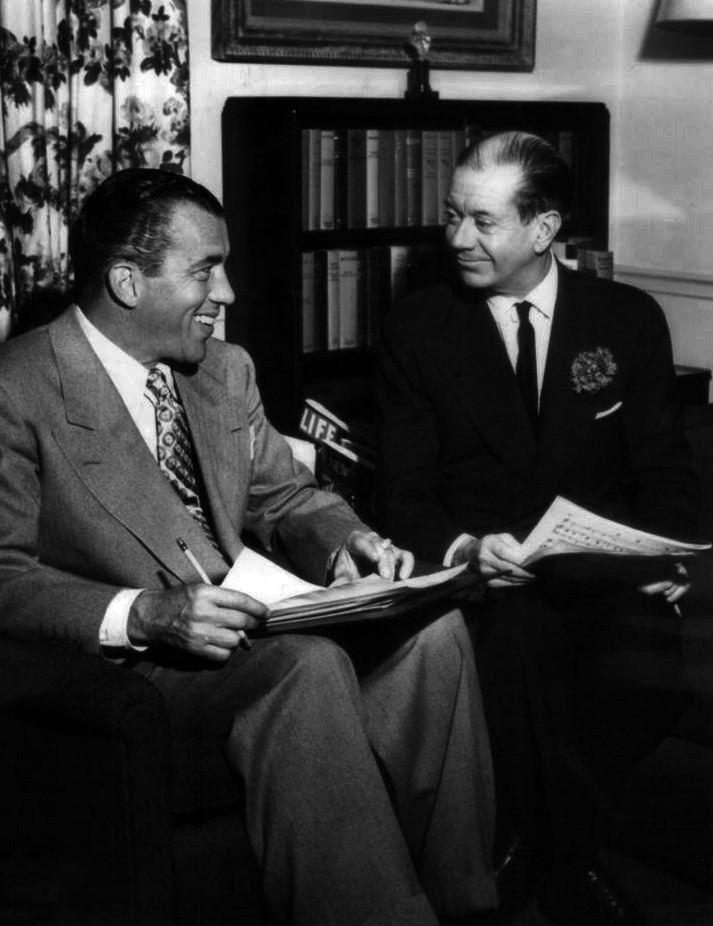
Эд Салливан и Коул Портер, 1952

Упустив возможность первым в своём шоу представить Элвиса Пресли, Салливан решил больше не повторять ошибку и в 1964 году записал сенсационную передачу: к нему на эфир приехали The Beatles. Первая трансляция велась 9 февраля. По оценке агентства Нильсен, шоу посмотрело свыше 73 миллионов зрителей — это был абсолютный телевещательный рекорд того времени. После этого The Beatles появлялись в гостях у Салливана ещё три раза и по итогам американского турне выпустили концертный альбом и видео, куда вошли и эпизоды передач Салливана. Ведущий настолько сдружился с группой, что даже объявлял их выход на стадионе Shea 15 августа 1965 года. Также в шоу Эда Салливана принимала участие и другая британская группа — The Dave Clark Five, в отличие от The Beatles не имевшая репутации бунтарей и плохих парней, благодаря чему коллектив появлялся в шоу 12 раз.
В период становления телевизионного искусства артисты по большей части пели на различных шоу вживую, а не под фонограмму. Это было актуально и для передачи Эда Салливана. Исключения делались лишь в особых случаях, каким, например, был эфир с выступлением Билли Джо Томаса. Во время исполнения песни «Raindrops Keep Falling On My Head» артиста и танцоров поливали настоящей водой, в связи с чем пришлось использовать фонограмму.
Эд Салливан также был известен своими попытками показывать на телеэкранах афроамериканских артистов, за что часто подвергался критике. Одним из его любимых чернокожих коллективов была женская группа The Supremes, принимавшая участие в шоу 17 раз. Помимо этого, в передаче участвовали такие афроамериканские музыканты, как The Temptations, The Four Tops и Martha and the Vandellas.
Во времена, когда кантри-музыка ещё не получила большой популярности, Эд Салливан уже приглашал к себе на передачу музыкантов и певцов из Нашвилла, США. Среди них были ставшие позднее звёздами мировой величины Джонни Кэш и Гленн Кэмпбелл. В дальнейшем это помогло созданию передачи о кантри-культуре «Hee Haw».
Помимо своего собственного шоу, Эд Салливан также принимал участие и в других телепроектах. В 1958 году он снялся в ситкоме CBS Mr. Adams and Eve, игровом шоу What’s My Line?, а в 1961 году принял участие в The Red Skelton Show — передаче, по числу просмотров занявшей третье место после «Шоу Эда Салливана» и телесериала Gunsmoke.
8 февраля 1960 года на «Аллее славы» в Голливуде была открыта звезда Эда Салливана по адресу: 6101 Hollywood Blvd.

## Характер
Помимо умения вести шоу и развлекать публику, Салливан имел и некоторые недостатки: так, он мог сердиться и обижаться на неугодивших ему артистов. Случаи с выступлениями Бадди Холли, The Doors, Джеки Мейсона и Бо Диддли способствовали проявлению негативной стороны личности Салливана.
20 ноября 1955 года Салливан попросил Бо Диддли спеть песню Эрнеста Форда «Sixteen Tons». Диддли посчитал, что исполнение этой песни загубит его карьеру, и вместо этого спел свой главный хит «Bo Diddley», после чего был отстранён от дальнейшего участия в шоу.
Бадди Холли и группа The Crickets впервые выступили на передаче в 1957 году, исполнив две песни и произведя на Салливана приятное впечатление. Следующее выступление состоялось в 1958 году, но перед эфиром Салливан настойчиво попросил Бадди Холли не исполнять песню «Oh, Boy!», так как она, по его мнению, была слишком шумной. Бадди Холли ответил, что уже пообещал своим друзьям из Техаса исполнить для них эту песню и своего выбора не изменит, в гримёрке между музыкантом и телеведущим произошла перепалка, и в итоге во время эфира Салливан неправильно произнёс имя Бадди Холли и к тому же не отреагировал, когда выяснилось, что микрофон солиста выключен. Бадди Холли пришлось выходить из ситуации за счёт своего очень громкого пения. Публика приняла группу на ура, и Салливан был вынужден вновь пригласить музыкантов, на что последовал отказ, а Бадди Холли сказал, что у телеведущего просто не хватит денег, чтобы заплатить ему и группе в третий раз.
В 1963 году Эд Салливан запланировал участие в шоу Боба Дилана, но телевизионные цензоры отказались пропускать в эфир его песню «Talkin’ John Birch Paranoid Blues» как потенциально оскорбительную для Общества Джона Бёрча.
Комика Джеки Мейсона отстранили от участия в шоу после того, как 8 октября 1964 года во время одного из выступлений Салливан за камерой показал гостю два пальца, имея в виду, что у того в распоряжении ещё две минуты, чтобы закончить — передача транслировалась в прямом эфире, и с минуты на минуту должно было начаться обращение президента Линдона Джонсона. Распространённой является версия о том, что комик не пожелал укорачивать выступление, ответил негодованием и в отместку показал ведущему средний палец. Однако по другим сведениям, он просто сказал «So we’re talking with fingers now» (рус. А теперь мы разговариваем пальцами), подхватил жест Салливана и начал импровизировать с различными движениями рук и пальцев. Как бы то ни было, Мейсон получил разрешение вернуться на телевидение лишь после судебного разбирательства.
15 января 1967 года группе The Rolling Stones предложили изменить слова в припеве песни «let’s spend the night together» (рус. давай проведём ночь вместе) на «let’s spend some time together» (рус. давай проведём немного времени вместе). Мик Джаггер просьбу выполнил, но во время исполнения демонстративно закатывал глаза, выказывая, таким образом, своё истинное отношение к отцензурированной версии песни. Когда для следующего выступления Салливан попросил группу надеть более подобающие случаю костюмы, музыканты пришли на шоу в униформе солдат нацистской армии, на что ведущий ещё больше разозлился, и The Rolling Stones были вынуждены переодеться в сценическую одежду. После этого случая группа принимала участие в шоу лишь один раз, 23 ноября 1969 года.
Скандальный случай произошёл с группой The Doors 17 сентября 1967 года, когда солист Джим Моррисон, вопреки требованиям цензоров заменить строчку «girl, we couldn’t get much higher» (рус. девочка моя, больше кайфа мы уже не словим) на «girl, we couldn’t get much better» (рус. девочка моя, лучше нам уже не будет) в песне «Light my fire» (из-за явного намёка на наркотическое опьянение), всё-таки исполнил оригинальную версию. Группа также была отстранена от участия в передаче.
Мо Говард из комедийного трио The Three Stooges в 1975 году вспоминал о том, что Салливан часто забывал, кого следовало объявлять во время эфира:
Эд был очень милым человеком, но для шоумена и ведущего был крайне забывчив. Во время нашего первого появления он объявил, что сейчас перед зрителями выступят Ritz Brothers, но выкрутился, добавив, что «выглядим мы больше, как The Three Stooges».

## «Шоу Эда Салливана» и политический подтекст
Салливан, как и многие телеведущие того времени, был вовлечён в идеологическую борьбу, связанную с холодной войной, из-за чего заявленные им артисты не всегда попадали в шоу. К примеру, в 1950 году в передаче должен был выступить американский хореограф и степист Пол Дрейпер, однако этот факт встретил сопротивление со стороны американской общественной деятельницы Хестер Маккалоу (англ. Hester McCullough), обвинившей танцовщика в антиправительственной деятельности и коммунистических настроениях. Маккалоу потребовала от руководства шоу исключить Дрейпера из программы, но выступление всё равно состоялось, вызвав шквал негодования со стороны американской публики. В итоге Эд Салливан вынужден был публично извиниться перед основным спонсором передачи — компанией Ford Motor Company — и пообещать впредь не привлекать к созданию шоу гостей со спорными политическими взглядами.

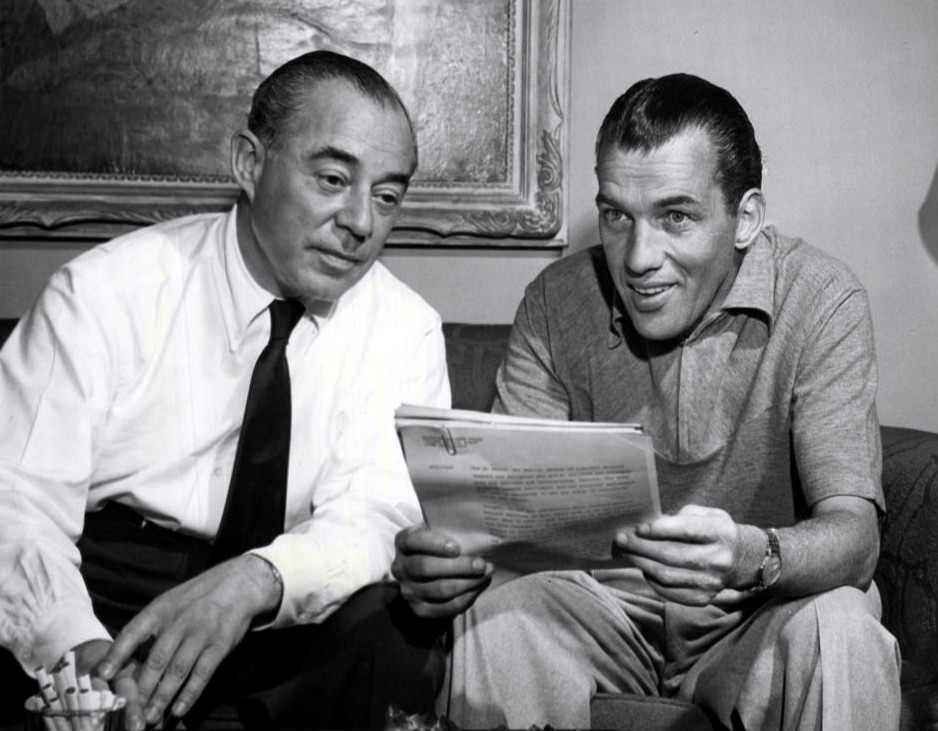
Эд Салливан и Ричард Роджерс, 1952

Другим музыкантом, никогда не присутствовавшим на шоу Салливана, был легендарный афроамериканский певец Поль Робсон, известный своей симпатией к коммунистическому строю.
После инцидента с Дрейпером Эд Салливан совместно с Теодором Киркпатриком стали проводить беседы с будущими участниками шоу и проверять их на наличие потенциальных антикапиталистических убеждений. Помимо этого, Салливан продолжал писать в The New York Daily News, где в его статьях зачастую упоминались коммунизм и маккартизм.

## Личная жизнь
В молодости Салливан был помолвлен с олимпийской чемпионкой по плаванию Сибил Бауэр, но девушка умерла от рака в 1927 году в возрасте 23 лет.
28 апреля 1930 года Эд Салливан женился на Сильвии Уайнстайн (англ. Sylvia Weinstein) и прожил вместе с ней до самой её смерти в 1973 году. 22 декабря 1930 года у пары родилась дочь Элизабет, впоследствии вышедшая замуж за Боба Пректа (англ. Bob Precht) — продюсера шоу её отца.

## Последние годы жизни и смерть
Осенью 1965 года CBS начала телевещание в цвете. В центральной и восточной частях американского континента трансляция шоу шла в прямом эфире, но, помимо этого, все выпуски записывались для дальнейшего показа в западной, тихоокеанской, зоне США.
К 1971 году передача Эда Салливана, как и многие другие многолетние шоу, стала терять популярность, и CBS пришлось закрыть программу. Эд Салливан был настолько недоволен этим фактом, что отказался даже записывать свою прощальную передачу. Тем не менее, в 1973 году он провёл специальный выпуск шоу, посвящённый 25-летию проекта.
В сентябре 1974 года рентгеновский снимок выявил у Салливана рак пищевода, однако врачи вместе с родными телеведущего предпочли скрыть от Салливана диагноз. Эд, будучи уверенным, что нездоровое состояние было вызвано обострением язвы, скончался пятью неделями позже, 13 октября 1974 года, в Нью-Йорке в госпитале Ленокс Хилл (англ. Lenox Hill). На церемонии прощания в нью-йоркском Соборе Св. Патрика присутствовало около трёх тысяч человек. Салливан был похоронен в семейном склепе на кладбище Фернклифф рядом с могилой своей жены.